# 宋の滅亡 (戦国)
宋の滅亡（そうのめつぼう）は、紀元前286年に起きた、斉が宋を滅ぼした戦い。

## 背景
紀元前329年、戴偃が武力で宋の君主の位を奪い、即位した。兄で前王の剔成君は斉に逃亡した。紀元前318年、戴偃は王号を自称した。その後、宋王偃は斉に侵攻し、5城を取った。楚を破り三百里の領土を広げた。魏を破り二城を取った。そのため、斉と楚・魏の怨みを買った。宋王偃は滕を滅ぼし、薛の討伐を行い国力は最大となったそのため「五千乗之勁宋」と知られた。しかし宋王偃は暴虐であった。内政でも神を祀った祠を焼き尽くし、大地に鞭打ったり、民衆に暴虐を行い、臣下の美貌の妻を奪ったり、諫言する臣下には容赦ない仕打ちを行うなど、暴政を敷き諸侯は「宋の桀」と呼ばれていた。斉の湣王は中原に領土を拡張するために宋を滅ぼそうとしたが秦の干渉を受けた。

## 戦争過程
紀元前286年、宋で内乱が発生し、斉の湣王が将軍の韓珉を派遣した。宋の人民は長い間「宋の桀」と呼ばれるほどの暴政を受け恨んでいたため、国のために戦わず、斉・魏・楚の連合軍にあっけなく敗れ、宋王偃は魏の温邑（現在の河南省温県）で殺され、宋は滅亡した。

## 影響
宋攻略戦は斉の全盛期でもあった。しかし、宋の滅亡は秦と趙・韓・魏・楚の関係を悪化させた。
紀元前314年、斉は燕の子之による内乱に応じて燕を攻めた。斉軍による略奪により燕の人民は反乱を起こした。斉軍は趙・魏・韓・楚・秦等の国による圧力で燕から撤退した。燕はこの状況を利用して諸国対斉同盟を組むようにした。
紀元前284年、燕國の上将軍の楽毅が燕・秦・韓・趙・魏の五国合従軍を率いて、済西の戦いで斉の主力を全滅させ斉の七十余城を取った。斉の領土は莒と即墨の2城のみとなった。